# Лексика румынского языка
Лексика дако-романских языков является предметом интереса для многих романистов, так как она имеет более разнообразное происхождение по сравнению с западно-романскими языками как следствие периферийного развития восточно-романского ареала, окружённого зонами иносистемных языков, оказавших на него сильное влияние.

## Народная латынь
Несмотря на преимущественно латинское происхождение румынского, лишь около 30,33 % лексем современного румынского словаря сохранились в языке на всём протяжении его развития, то есть со времён Старой Романии.

### Фонетика
Из звуковой облик при этом изменился настолько сильно, что не всегда их этимологию можно легко установить. Часто для этого следует сопоставлять звуковые законы нескольких романских языков: șa седло < лат. sella (ср. ит., пров., кат. sella, фр. selle, исп. silla).

### Сематика
Сематика народно-латинских лексем также сильно изменилась: mergere «погружаться» > merge «уходить»; familia «семья» > femeie «женщина, самка».

### Выбор
Выбор лексики дако-романских языков из народно-латинского фонда в целом носит классический (консервативный) характер, сближая их иберо-романской и южно-итальянской подгруппами, и противопоставляя более инновативным галло-романской и северо-итальянской.
| Классические языки | Классические языки | Латинский источник | Инновативные языки         | Инновативные языки | Латинский источник |
| Испанский          | Дако-романские     | Латинский источник | Тосканский диалект ит. яз. | Французский        | Латинский источник |
| ------------------ | ------------------ | ------------------ | -------------------------- | ------------------ | ------------------ |
| día «день»         | zi                 | DIES               | giorno                     | jour               | DIVRNVM            |
| hermoso «красивый» | frumos             | FORMOSVS           | bello                      | beau               | BELLVS             |
| más «более»        | mai                | MAGIS              | più                        | plus               | PLVS               |
| mesa «стол»        | masă               | MENSA              | tavola                     | table              | TABVLA             |
| poner «класть»     | pune(re)           | PONERE             | mettere                    | mettre             | MITTERE            |

### Частотность
Относительная малочисленность народно-латинских лексем, однако, компенсируется их большей частотностью по сравнению с заимствованной лексикой.

## Суперстрат в восточно-романских языках
- Da < слав. да
- a citi < слав. читать
- a iubi < слав. любить

## Адстрат
Греческого, турецкого, венгерского происхождения.